# Kukol (stacja kolejowa)
Kukol (ros. Куколь) – węzłowa stacja kolejowa w miejscowości Kukol, w rejonie wołchowskim, w obwodzie leningradzkim, w Rosji. Węzeł linii Petersburg – Wołchow – Wołogda z kolejową obwodnicą Wołchowa.